# Konrad II., car Svetog Rimskog Carstva
Konrad II. (Speyer, 12. srpnja 990. – Utrecht, 4. lipnja 1039.) bio je rimsko-njemački kralj od 1024. do 1039., od 1026. kralj Italije, rimsko-njemački car od 1027., od 1033. kralj Burgundije. Prvi vladar iz Salijske dinastije franačkog porijekla. 
Konrad je nastavio politiku svoga prethodnika Henrika II. i dalje izgrađivao moć Carstva. Pritom se je kao i njegov prethodnik oslanjao na Crkvu, ali nije dirao u papinske ovlasti. Unatoč ustancima njegova vlast nikada nije bila ozbiljno ugrožena. Proširio je Carstvo stekavši 1033. Burgundiju.

## Mladost
Konrad je bio sin Henrika od Speyera i grofice Adelheid od Metza. Bio je prapraunuk cara Otona I., ali do svoga izbora za njemačkog kralja nije bio utjecajan velikaš Carstva. Naime, posjedaovao je samo mali dio posjeda svoje obitelji jer je njegov otac umro prije njegova djeda tako da Konrad prema franačkom pravu nije imao pravo na očevu baštinu. 
Skrbništvo nad mladim Konradom preuzeo je godine 1000. biskup Wormsa Burkhard koji se pobrinuo da dobije primjereno obrazovanje. Biskup ga je čak i posvojio. U ono doba naime nije bilo nimalo neobično da se da se sinovi i kćeri velikaša odgajaju u katedralnim školama i kod biskupa jer je Crkva u ono doba opće nepismenosti zapravo bila jedina obrazovna ustanova i čuvar znanja. Konrada se učilo bogobojaznosti i ljubavi prema Bogu, sportskim vještinama, lovu, baratanju oružjem, ophođenju s pripadnicima njegova staleža i podređenima te pravu i upravi. 

### Brak s Giselom Švapskom
Krajem 1016. ili početkom 1017. Konard se oženio rođakinjom Giselom, kćerju švapskoga vojvode Hermanna II. kojoj su dva prva muža umrla. Gisela je bila nasljednica Švapske i imala neka prava na nasljedstvo Arleškog Kraljevstva (Burgundije) što je Konradu dobro došlo da kasnije stekne to kraljevstvo. Gisela je iz prva dva braka već imala trojicu sinova, a s Konradom je 1017. dobila sina i budućeg cara Henrika III. te dvije sestre koje su umrle mlade. 
Između 1017. i 1019. Konrad je bio dvaput upleten u sukobe svojih rođaka i pristaša s carem Henrikom II. Uzroci tih sukoba nisu poznati. Konradov biograf Wipo kaže da je Konrad uvijek bio spreman zauzeti se za svoje prijatelje i rođake što je slovilo kao velika ratnička vrlina. Zbog toga je car Konrada najvjerojatnije prognao, ali to je ubrzo opozvano.

### Izbor za kralja
Kad je car Henrik II. 13. srpnja 1024. umro bez djece, nije bilo nasljednika prijestolja. Pojavila su se dva pretendenta, Konrad i njegov rođak Konrad Stariji. Naklonost velikaša uspio je steći Konrad tako da su ga oni 4. rujna 1024. izabrali za njemačkoga kralja. Okrunjen je i pomazan 8. rujna u katedrali u Mainzu.

## Kralj
Nakon izbora Konrad je smatrao potrebnim da obiđe državu (njemački Königsumritt) jer nisu svi priznali njegov izbor za kralja. Stoga je nastojao da mu i oni polože zakletvu vjernosti prije nego što se protiv njega stvori opozicija. To je postigao pregovorima, obećanjima, davanjem privilegija, a ako je bilo potrebno i oružanom silom. Na tom obilasku Konrad je došao i blizu poljske granice. Poštovao je mir koji je njegov prethodnik sklopio s poljskim kraljem 
Boleslavom I., ali kad je ovaj 1025. umro u Poljskoj su izbili neredi. Konrad je to iskoristio i prisilio 1028. njegova nasljednika Mješka II. da se odreče kraljevske titule, zadovolji naslovom kneza i prizna vazalsku ovisnost Poljske o Njemačkoj.

## Konrad postaje kraljem Italije i carem
U sjevernoj Italiji su nakon smrti cara Henrika II. izbili nemiri. Građani Pavije grada na rijeci Pad koji se razvio u značajno trgovačko središte digli su ustanak i uništili simbol carske moći u gradu, carski burg koji im je bio trn u oku. Poslanici grada pokušali su se zbog toga opravdati kod Konrada, a on im je odgovorio poznatom metaforom o brodu:
Znam da niste uništili kuću svoga kralja, jer tada ga niste imali. Ali ne možete lagati da ste uništili kraljevsku palaču. Ako je kralj mrtav, kraljevstvo i dalje postoji, kao što i brod postoji kad kormilar pogine. (Citat preuzet s njemačke wikipedije. Izvor citata vidi ovdje)
Konrad je dalje argumentirao da oni nisu uništili kraljevo vlasništvo već vlasništvo države što daje kralju pravo da ih kazni. 
I neki velikaši gornje Italije pokušali su okruniti akvitanskog vojvodu Vilima za kralja Italije. Konrad je zato početkom 1026. krenuo u Italiju. U Milanu ga je tamošnji nadbiskup u ožujku okrunio za kralja Italije. Svladavši otpor nekih talijanskih gradova Konrad je ušao u Rim. Tamo ga je papa Ivan XIX. 26. ožujka 1027. okrunio za cara.

## KraljBurgundije
Burgunski kralj Rudolf III. umro je 2. veljače 1032. Prema ugovoru kojega je sklopio s Konradovim prethodnikom Henrikom II., njegovo će kraljevstvo nakon njegove smrti pripasti njemačko-rimskom caru. No, protiv Konrada su se pobunili neki velikaši što ga je prisililo da zimi 1033. krene s vojskom na njih i u savezništvu s francuskim kraljem Henrikom I. osvojio to kraljevstvo. Tamošnji velikaši su se nato zakleli caru na vjernost tako da je Konrad 1. kolovoza 1034. okrunjen u Ženevi za kralja Burgundije. Sveto Rimsko Carstvo tako je dobilo strateški važan veliki teritorij koji je obuhvaćao područje današnje zapadne Švicarske, dolinu rijeke Rone i Provansu. 

Konrad je nastojeći oslabiti vlast talijanskih velikaša koji su se bunili protiv njega, podržavao i čuvao prava talijanskih gradova koje su oni nastojali ukinuti želeći zavladati njima. Osim toga, u Italiji je stalno bila prisutna opozicija protiv njemačke prevlasti jer je Konrad za biskupe imenovao Nijemce i podupirao brakove između Talijana i Nijemaca nastojeći povezati Njemačku i Italiju u jednu cjelinu. Milanski nadbiskup Aribert bio je najveći neprijateljem Nijemaca natojeći cijelu Lombardiju dovesti pod svoje vodstvo. Konrad je poveo rat protiv njega i porazio ga. No nije ga uspio potpuno pokoriti zbog talijanske opozicije njemačkoj vladavini. 
U Konradovoj vojsci izbila je pri njenom povratku u Njemačku epidemija od koje su mnogi umrli, ali je Konrad ostao zdrav.

## Smrt
Konrad II. umro je 4. lipnja 1039. u Utrechtu, a pokopan je u katedrali u Speyeru. Naslijedio ga je sin Henrik III.

## Značaj
Konrad II. ojačao je državu iznutra i proširio je izvana. Oslanjao se na niže plemstvo a protiv visokog plemstva koje je bilo protiv njega. Time je doprinio njihovu jačanju. Bio je vrlo trezvena osobnost gotovo bez praznovjerja i kako je Crkva zabrinuto govorila "ne osobito čvrst u vjeri". Njegova politika prema Crkvi bila je kao i ona njegova prethodnika. Crkvu je smatrao podložnom svojoj vlasti (što je ona tada i bila) te imenovao biskupe po svojoj volji. Podupirao je crkvenu reformu. 
Konrada se zato smatra jednim od politički najmudrijih i najdalekovidnijih njemačkih srednjovjekovnih careva.

## Vanjske poveznice
- Isprave Konrada II.  Arhivirana inačica izvorne stranice od 8. ožujka 2006. (Wayback Machine)
- Materijalna zbirka genealogie-mittelalter.de  Arhivirana inačica izvorne stranice od 15. prosinca 2008. (Wayback Machine)

| Prethodnik: | njemačko-rimski car (1024. – 1039.) | Nasljednik: |
| Henrik II.  | njemačko-rimski car (1024. – 1039.) | Henrik III. |